# Тулчанци
Тулчанци или тулчалии (на румънски: Tulceni) са жителите на северно добруджанският град Тулча, днес в Румъния. Това е списък на най-известните от тях.

## Родени в Тулча
А – Б – В – Г – Д –
Е – Ж – З – И – Й —
К – Л – М – Н – О —
П – Р – С – Т – У —
Ф – Х – Ц – Ч – Ш —
Щ – Ю – Я

### А
- Александър Каназирски, опълченец в Руско-турската освободителна война във II дружина[1]
- Александър Шопов, доброволец в Сръбско-българската война, загинал на 17 ноември 1885 г.[2]
- Антон Борлаков (1884 – 1937), български просветен деец, публицист и общественик[3][4]
- Атанас Добрев (1865 – 1947), български офицер

### Б
- Борис Николов (1881 – 1903), български революционер на ВМОК, четник при Стоян Бъчваров, загинал при сражението с турски аскер в Карбинци[5]
- Борис Хаджииванов (1889 – 1927), български революционер
- Боян Папанчев (1892 – 1937), български политически деец, комунист,[6]*, член на БКП от 1919 година, в СССР от 1923 година, член на ВКП (б) от същата година, арестуван на 8 юли 1936 година, загинал в 1937 година, посмъртно реабилитиран - съобщено от Съветското посолство в България, 4 септември 1956 година[7]

### В
- Васил Ж. Перфанов (1863 – ?), български юрист
- Васил Радев (1879 – 1946), български учен, геолог
- Васил Икономов, български възрожденец, книжовник
- Велико Граблашев (1867 – 1952), български юрист, публицист и теолог
- Владимир Димитров (1870 – 1949), български революционер член на ВМОК
- Владимир Григоров Радев (Тулча, 60-те години на 19 в. – Загреб, среда на 20 в.), български търговец, кмет на Кюстенджа (1916 – 1917), баща на световноизвестната оперна певица Мариана Радева и на оперния певец Григор Радев

### Г
- Георги Вълков (1902 – ?), български изобретател, създал първия радиопредавател в България
- Георги Калчев, опълченец в Руско-турската освободителна война в IV дружина[8]
- Георги Найденов – Гръблаша (1846 – 1876), български революционер, четвърти знаменосец на четата на Христо Ботев
- Георги Николов, опълченец в Руско-турската освободителна война в I дружина[9]
- Георги Панайотов (1861 – ?), български учен химик[10]
- Горан Минчев, български инженер
- Господин Куманов, четник на Хаджи Димитър и Стефан Караджа
- Господин Вълков, опълченец в Руско-турската освободителна война, в IV дружина[8]
- Господин Хадживанов, опълченец от Тулча. След предаването на Северна Добруджа на Румъния се установява във Варна[11]
- Григор Радев (Жечов) (Тулча, 1830 – Тулча, 1928), крупен български зърнопроизводител и търговец, водач на консервативното крило на българското общество в Тулча през Възраждането
- Григоре Мойсил (1906 – 1973), румънски математик

### Д
- Димитър Атанасов (1856 – след 1897), опълченец в Руско-турската освободителна война, работи като кръчмар, на 5 май или на 12 юни 1877 година постъпва в IV рота на ІI опълченска дружина, уволнен е на 29 юни 1878 година, след войната живее в Тулча, а от 1881 година в Ходжакьой, Силистренско, където е оземлен.[12][13]
- Димитър Хаджиатанасов, участник във Втората българска легия на Георги Раковски, близък на Васил Левски (№9 на груповия портрет от 1867 г.), участник в четата на Хаджи Димитър и Стефан Караджа 1868 г.
- Димитър Минчович (1864 – 1944), български министър на правосъдието и дипломат[14]
- Димитър Нейков (1884 – 1949), политик от БРСДП
- Димитър Сивков, опълченец в Руско-турската освободителна война във II дружина[13]
- Димитър Тодоров, опълченец в Руско-турската освободителна война в III дружина[8]
- Драган Димитров, опълченец в Руско-турската освободителна война в I дружина[9]
- Драгомир Казаков (1866 – 1948), оперен певец, народен артист
- Драгомир Пачов, общественик, член на Народо-спомагателен фонд "Добруджа" и директор на едноименния вестник през 1917 г.

### Е
- Елена Григорова Радева – д-р Асен Петрова (Тулча, 1875 – София, 1926), филоложка, учителка по френски език в I девическа гимназия в София, преводачка, активна общественичка, първата председателка на Дружеството на българките с висше образование 1924 – 1926 година

### Ж
- Жеко Велчев (1858 – 1908), български офицер, полковник, инженер, началник на инженерното отделение при Генералния щаб, член на Комисията по определянето на границата с Турция, преподавател по фортификация
- Жельо Янакиев, опълченец от Тулча. След предаването на Северна Добруджа на Румъния се установява във Варна[11]
- Жорж Буланже (1892 – 1937), румънски цигулар

### И
- Иван Вълчанов (1823 – 1913), български предприемач и общественик
- Иван Габровски, опълченец в Руско-турската освободителна война[15]
- Иван Георгиев, опълченец в Руско-турската освободителна война, на 17 май 1877 година постъпа в III рота на II дружина на Опълчението, уволнен е на 3 юли 1878 година, след войната живее в Тулча и работи като бръснар[16][13]
- Иван Кузманов, опълченец от Тулча. След предаването на Северна Добруджа на Румъния се установява във Варна[11]
- Иван Куманов, опълченец в Руско-турската освободителна война в III дружина[8]
- Иван Русев Трендафилов, български военен деец, подпоручик, загинал през Втората световна война[17]
- Иван Тасович, опълченец в Руско-турската освободителна война във II дружина[13]
- Иван Тодоров (1858 - ?), български опълченец, пристигнал в лагера на Опълчението от Браила, на 18 май 1877 година зачислен във II рота на I дружина, на 12 юни 1877 година е предеведн IV рота, уволнен на 1 юли 1878 година, след създаването на Княжество България живее в София[18]
- Илия Михайлов Добрев (24 октомври 1864 Тулча – 1949 София), библиотекар на Варненската градска библиотека (1889 г.); секретар на Рисувалното училище в София (1896); отговорен редактор на Варненски общински вестник (1892 – 1895); автор и преводач.[19]

### Й
- Йордан Пеев (1884 – 1938), български генерал, началник-щаб на войската

### К
- Калчо Д. Вълков, виден поборник,[20] доброволец в Сръбско-турската война (1876) в бригадата на кап. Райчо Николов, участник в битките при Делиград и Гредетин, опълченец в Руско-турската освободителна война, унтерофицер в IV дружина,[8] бие се при Стара Загора, Шипка и Шейново,[21] в Сръбско-българска война 1885 мобилизира първо чета от 120 души която праща на фронта, и след това друга в състав 300 души, която оглавява и се отправя в помощ на обсадения Видин.[22]
- Константин Иванов, опълченец в Руско-турската освободителна война в I дружина[9]

### М
- Мария Казакова (1877 – 1943), българска актриса
- Манол Бакърджийски, опълченец в Руско-турската освободителна война в III дружина[8]
- Милан Марков (? – 1941), български юрист
- Мирчо Георгиев, опълченец в Руско-турската освободителна война, в IV дружина[8]

### Н
- Надежда Костова (1897 – ?), българска актриса
- Надя Станиславска (1894 – 1965), българска актриса
- Наполеон Алеков (1912 - 2002), български художник
- Мъченица Недялка от Тулча, родена към 1840 и живяла в града до мъченичеството си в 1856 г.
- Никола (Николай) Георгиев, опълченец в Руско-турската освободителна война, на 5 май 1877 година постъпва в IV рота на II дружина, напуска Опълчението на 4 декември 1877 година[13][23]
- Никола Михалев, опълченец в Руско-турската освободителна война в III дружина[8]

### П
- Перикъл Енчев (1862 – ?), български военен деец, генерал-майор
- Петър Енчев (1855 – 1922), български педприемач и общественик
- Петър Илинов (1882 – 1969), български военен деец, генерал-майор
- Петър Хаджииванов, български педприемач и общественик
- Продан Д. Вълканов, опълченец в Руско-турската освободителна война в IV дружина[8]

### Р
- Ради Жечов (Шумен или Тулча, 1790 – Тулча, 1898), зърнопроизводител и търговец, на чието име е наречена Радева махала в Тулча
- Ради Петров Михайлов, опълченец от VI дружина, участва във всички сражения на Опълчението. След Освобождението живее във Варна на ул. „27 юли“ 46 до смъртта си през 1927 г.[11]

- Радослав Преславски, български военен деец, подпоручик, загинал през Първата световна война[24]
- Рафаил Матеев (Рафаил от Добруджа), български художник-портретист, учил в Рим, повечето му творби са в Националната художествена галерия в Букурещ, стенописал и българската черква „Свети Георги“ в града, портретирал Ради Жечов и други видни тулчанци
- Рафаил Тодорчов, странстващ възрожденски монах и родолюбец, пребивавал в Етрополския, Троянския, Сопотския манастир, иконописец, майстор на черковна утвар, строител на чешми, оставил много приписки

### С
- Сава Бонев, опълченец от Тулча. След предаването на Северна Добруджа на Румъния се установява във Варна[11]
- Сава Дончев, български книжар, печатар и търговец
- Спас Соколов (1854 – 1922), български революционер
- Стайчо Георгиев (1862 - 1924), български лекар[25]
- Станчо Великов, опълченец в Руско-турската освободителна война, във II дружина[13]
- Стефан Богданов, опълченец в Руско-турската освободителна война в III дружина[8]
- Стефан Константинов, опълченец в Руско-турската освободителна война в IV дружина[8]
- Стефан Смоковски (? – 1878), български революционер и опълченец[26]
- Стойко Атанасов, опълченец в Руско-турската освободителна война в I дружина[9]
- Стойко Фучеджи, български революционер, ботев четник
- Стоян Загорски, български генерал
- Султана Рачо Петрова (1869 – 1946), българска общественичка

### Т
- Тодор Николов, опълченец в Руско-турската освободителна война в I дружина[9]
- Тодор Чалъков, опълченец в Руско-турската освободителна война в I дружина, доброволец в Сръбско-българската война 1885[9]

### Х
- Христо Байряков, опълченец в Руско-турската освободителна война в I дружина[9]
- Христо Минчев, български офицер, майор, командир на 4-та дружина от 14-и пехотен Македонски полк. Награден с Орден за храброст IV степен и „Св. Александър“ V степен с мечове. Повел атака с думите „Напред, юнаци, за милата България!“ и загинал в ръкопашен бой на позицията Голаш, край село Костурино.[27]
- Христодулос Цигантес (1897 – 1970), гръцки военен деец

### Ц
- Цено Ненов, опълченец в Руско-турската освободителна война в I дружина[9]

### Я
- Яков Василев, опълченец в Руско-турската освободителна война в I дружина[9]
- Янко Драганов (1859 – 1932), български генерал
- Янко Пачов, опълченец в Руско-турската освободителна война, унтерофицер във II дружина[13]

## Македоно-одрински опълченци от Тулча
- Георги Г. Йорданов, 2 рота на 11 Сярска дружина[28]
- Димитър Янков, 2 рота на 11 Сярска дружина[29]
- Енчо Анастасов, 27-годишен, ножар, І клас, 3 рота на 9 Велешка дружина[30]
- Кирил Сергиев, 29-годишен, рибар (земеделец), ІІ клас, четата на Крум Пчелински, 2 рота на 14 Воденска дружина[31]
- Коста Бачев, 29-годишен, работник, 4 рота на 4 Битолска дружина[32]
- Макар Малашев, 26-годишен, машинист, 3 рота на 9 Велешка дружина[33]
- Милан Николов, 32-годишен, 1 рота на 5 Одринска дружина[34]
- Никола Г. Атанасов, 3 рота на 5 Одринска дружина[35]
- Иван Василев, 34-годишен, зидар, І отделение, 2 рота на 9 Велешка дружина[36]
- Илия Р. Джелепов, 2 рота на 11 Сярска дружина, безследно изчезнал[37]
- Райчо Ил. Радев, 28-годишен, цървулджия, ІІ клас, 3 рота на 9 Велешка дружина[38]
- Стойчо Славев, 24-годишен, работник, нестроева рота на 11 Сярска дружина,[39]носител на орден „За храброст“ ІV степен от Първата световна война[40]

## Починали в Тулча
- Вълчан войвода (1775 – 1863), български хайдутин
- Димитраки Теодоров (1815 – 1880), български търговец и общественик
- Иван Димитров Приставски (? – 1917), български военен деец, офицерски кандидат, загинал през Първата световна война[41]
- Кирил Дечев Кирилов (1894 – 1917), български военен деец, подпоручик, загинал през Първата световна война[42]